# Magliana

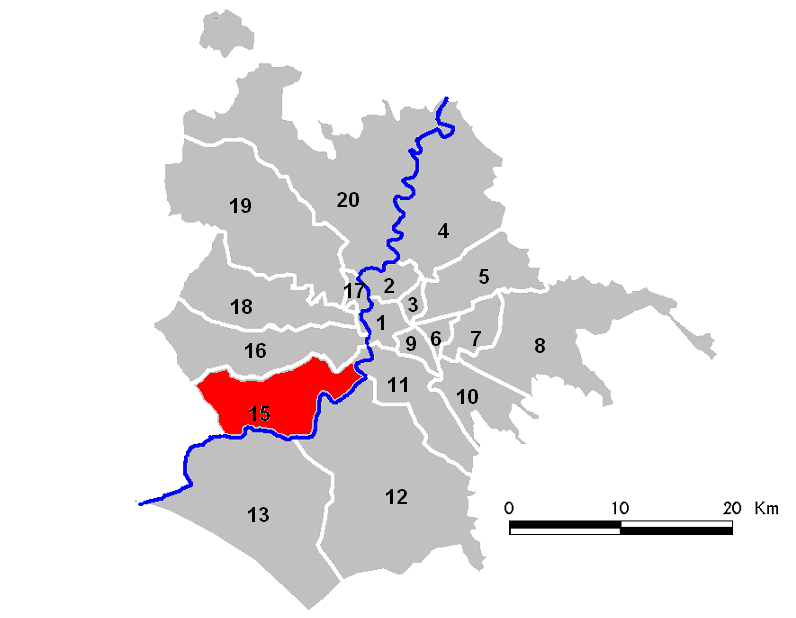
Magliana ligt in het uiterste westen van Municipio 15, Rome

Magliana is een wijk van Rome in de deelgemeente Municipio XV langs de spoorlijn naar de luchthaven Rome Fiumicino.
De wijk is vermaard vanwege de Catacombe di Generosa, het 15e-eeuwse fort Castello della Magliana en de recente bende van Magliana. De huidige wijk ontstond in de jaren zestig van de twintigste eeuw.